# 8. Fallschirmjäger-Division
8. Fallschirmjäger-Division foi uma unidade de paraquedistas da Luftwaffe que prestou serviço durante a Segunda Guerra Mundial. Formada em Janeiro de 1945, era uma divisão paraquedista apenas no seu nome, pois foi treinada e desempenhava missões de infantaria como a do exército. Em Abril de 1945, a divisão foi destruída numa batalha contra os aliados, no Vale do Ruhr.

## Comandantes
- Walter Wadehn, 6 de Janeiro de 1945 - 5 de Maio de 1945[2]